# Mitatut Lake
Mitatut Lake är en sjö i Kanada.   Den ligger i provinsen Manitoba, i den centrala delen av landet, 2 100 km nordväst om huvudstaden Ottawa. Mitatut Lake ligger 323 meter över havet. Arean är 0,47 kvadratkilometer. Den ligger vid sjöarna  Kakat Mitatut Lake Nesosap Lake Payukosap Lake och Uyenanao Lake. Den sträcker sig 1,0 kilometer i nord-sydlig riktning, och 1,0 kilometer i öst-västlig riktning.
I omgivningarna runt Mitatut Lake växer i huvudsak barrskog. Trakten runt Mitatut Lake är nära nog obefolkad, med mindre än två invånare per kvadratkilometer.